# جبرگرایی فرهنگی
جبرگرایی فرهنگی (انگلیسی: Cultural determinism) این اعتقاد است که فرهنگی که در آن پرورش یافته‌ایم تعیین می‌کند که ما در سطوح عاطفی و رفتاری، چه کسی هستیم. جبرگرایی فرهنگی در تضاد با جبرگرایی زیستی، نظریه ای است که ویژگی‌های بیولوژیکی به ارث برده شده و تأثیرات محیطی که بر آن ویژگی‌ها تأثیر می‌گذارد بر آنچه که هستیم غالب است.